# Miss you like crazy
Miss you like crazy is een single van Natalie Cole. Het is afkomstig van haar album Good to be back. Het liedje werd een succes aan beide kanten van de Atlantische Oceaan. Het haalde de zevende plaats in de Billboard Hot 100 en haalde eerste plaatsen in enige specifieke lijsten. In het Verenigd Koninkrijk haalde het de tweede plaats in vijftien weken notering. In Nederland en België was de kooplust minder. De single sleepte het album net over de grens van de Album Top 100 (5 weken notering met een 95e plaats als hoogste).
Er verschenen later enige covers van: Erik Santos, Aiza Sequerra zongen het en het lied werd in de serie Doogie Howser, M.D. gezongen door actrice Lucy Boryer.

## Hitnoteringen

### Nederlandse Top 40
| Hitnotering: 01-07-1989 t/m 12-08-1989 | Hitnotering: 01-07-1989 t/m 12-08-1989 | Hitnotering: 01-07-1989 t/m 12-08-1989 | Hitnotering: 01-07-1989 t/m 12-08-1989 | Hitnotering: 01-07-1989 t/m 12-08-1989 | Hitnotering: 01-07-1989 t/m 12-08-1989 | Hitnotering: 01-07-1989 t/m 12-08-1989 | Hitnotering: 01-07-1989 t/m 12-08-1989 | Hitnotering: 01-07-1989 t/m 12-08-1989 |
| Week:                                  | 1                                      | 2                                      | 3                                      | 4                                      | 5                                      | 6                                      | 7                                      |                                        |
| -------------------------------------- | -------------------------------------- | -------------------------------------- | -------------------------------------- | -------------------------------------- | -------------------------------------- | -------------------------------------- | -------------------------------------- | -------------------------------------- |
| Positie:                               | 33                                     | 21                                     | 20                                     | 18                                     | 22                                     | 34                                     | 40                                     | uit                                    |

### NederlandseSingle Top 100
| Hitnotering: 17-06-1989 t/m 02-09-1989 | Hitnotering: 17-06-1989 t/m 02-09-1989 | Hitnotering: 17-06-1989 t/m 02-09-1989 | Hitnotering: 17-06-1989 t/m 02-09-1989 | Hitnotering: 17-06-1989 t/m 02-09-1989 | Hitnotering: 17-06-1989 t/m 02-09-1989 | Hitnotering: 17-06-1989 t/m 02-09-1989 | Hitnotering: 17-06-1989 t/m 02-09-1989 | Hitnotering: 17-06-1989 t/m 02-09-1989 | Hitnotering: 17-06-1989 t/m 02-09-1989 | Hitnotering: 17-06-1989 t/m 02-09-1989 | Hitnotering: 17-06-1989 t/m 02-09-1989 | Hitnotering: 17-06-1989 t/m 02-09-1989 | Hitnotering: 17-06-1989 t/m 02-09-1989 |
| Week:                                  | 1                                      | 2                                      | 3                                      | 4                                      | 5                                      | 6                                      | 7                                      | 8                                      | 9                                      | 10                                     | 11                                     | 12                                     |                                        |
| -------------------------------------- | -------------------------------------- | -------------------------------------- | -------------------------------------- | -------------------------------------- | -------------------------------------- | -------------------------------------- | -------------------------------------- | -------------------------------------- | -------------------------------------- | -------------------------------------- | -------------------------------------- | -------------------------------------- | -------------------------------------- |
| Positie:                               | 89                                     | 53                                     | 34                                     | 18                                     | 14                                     | 13                                     | 17                                     | 25                                     | 29                                     | 39                                     | 64                                     | 87                                     | uit                                    |

### VlaamseRadio 2 Top 30
| Hitnotering: 24-06-1989 t/m 26-08-1989 | Hitnotering: 24-06-1989 t/m 26-08-1989 | Hitnotering: 24-06-1989 t/m 26-08-1989 | Hitnotering: 24-06-1989 t/m 26-08-1989 | Hitnotering: 24-06-1989 t/m 26-08-1989 | Hitnotering: 24-06-1989 t/m 26-08-1989 | Hitnotering: 24-06-1989 t/m 26-08-1989 | Hitnotering: 24-06-1989 t/m 26-08-1989 | Hitnotering: 24-06-1989 t/m 26-08-1989 | Hitnotering: 24-06-1989 t/m 26-08-1989 | Hitnotering: 24-06-1989 t/m 26-08-1989 | Hitnotering: 24-06-1989 t/m 26-08-1989 |
| Week:                                  | 1                                      | 2                                      | 3                                      | 4                                      | 5                                      | 6                                      | 7                                      | 8                                      | 9                                      | 10                                     |                                        |
| -------------------------------------- | -------------------------------------- | -------------------------------------- | -------------------------------------- | -------------------------------------- | -------------------------------------- | -------------------------------------- | -------------------------------------- | -------------------------------------- | -------------------------------------- | -------------------------------------- | -------------------------------------- |
| Positie:                               | 30                                     | 27                                     | 25                                     | 20                                     | 26                                     | 10                                     | 14                                     | 18                                     | 30                                     | 26                                     | uit                                    |

### NPO Radio 2 Top 2000
Miss you like crazy stond alleen in 2000 in de NPO Radio 2 Top 2000, op plek 1993.